# Hans-Werner Grosse

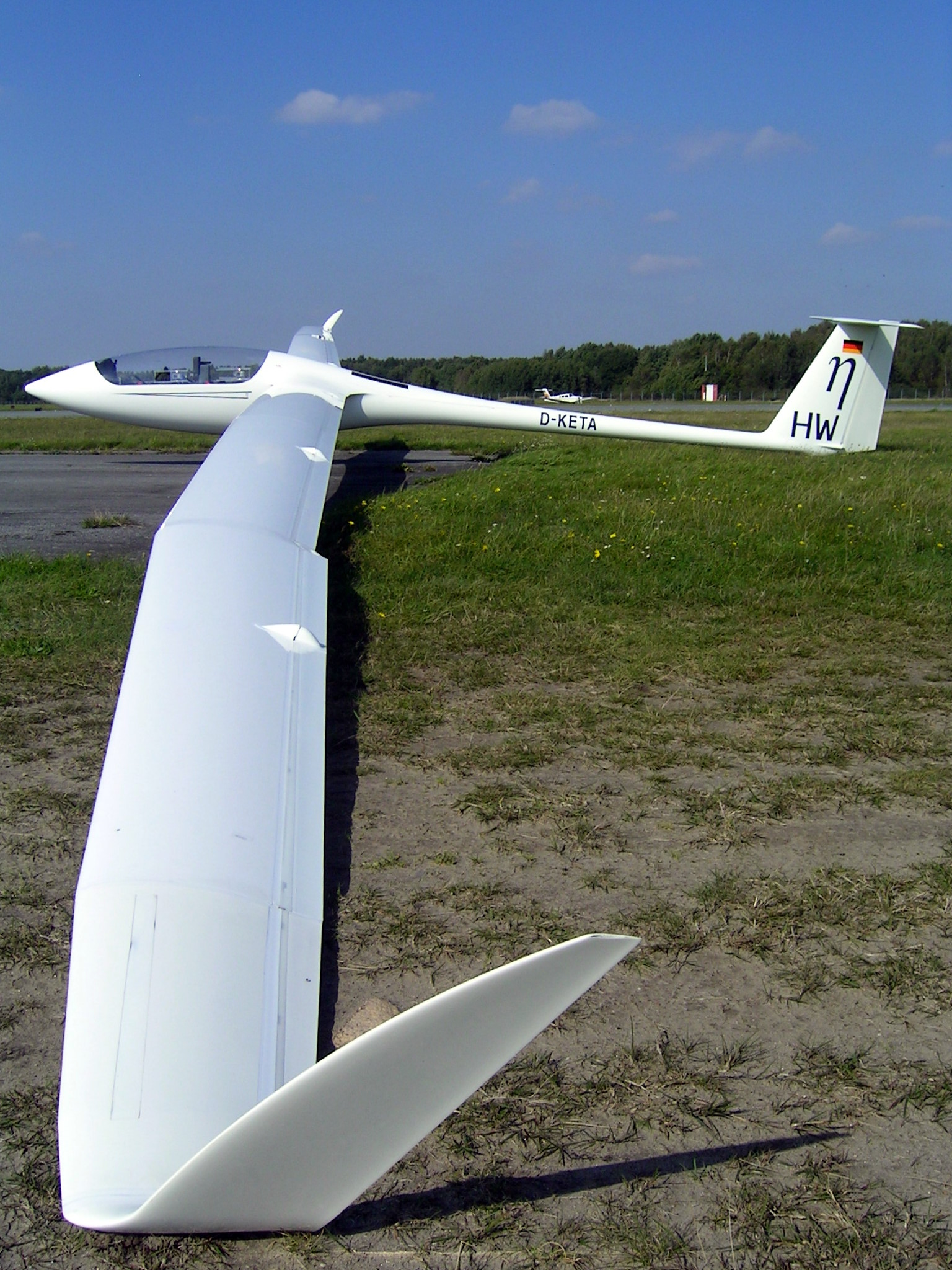
Grosses Eta W.Nr.1 mit dem Wettbewerbskennzeichen HW (2007)

Hans-Werner Grosse, eigentlich Hans-Werner Große (* 29. November 1922 in Swinemünde; † 18. Februar 2021 in Lübeck) war ein deutscher Segelflieger.

## Leben
Hans-Werner Grosse trat im Alter von 16 Jahren in die Flieger-HJ ein, wo er auf Gleit- und Segelflugzeugen ausgebildet wurde. Er trat in die Luftwaffe der Wehrmacht ein und wurde zum Kampfflieger ausgebildet. Am 1. Februar 1942 erhielt er die Beförderung zum Leutnant und diente anschließend in der I. Gruppe des Kampfgeschwaders 77. Dort überlebte er am 23. Juli 1943 einen Absturz aufgrund eines Motorschadens seiner Junkers Ju 88A-4 (Geschwaderkennung 3Z+LK) in die Ostsee nördlich von Kolberg. Am 6. Juni stürzte er erneut aufgrund eines Motorschadens ab, diesmal ins Mittelmeer südlich von Marseille. Anschließend wechselte er in die 3. Staffel des Kampfgeschwaders 26, die in Norwegen stationiert war und den alliierten Schiffsverkehr in der Barentssee bekämpfte. Dort stürzte er am 10. Februar während eines Tieffluges aufgrund von Wasserkontakt ab. Gegen Kriegsende wurde er zum Oberleutnant befördert.
Nach dem Krieg wurde er in Lübeck ansässig. Hier baute er ab 1950 in der Königstraße 85 ein regional führendes Fachgeschäft für Jeans, andere Hosen und Oberbekleidung auf, das er nach dem Stoff für Cordhosen Manchester Große nannte.

## Rekorde
In die Segelfluggeschichte eingegangen ist Grosse mit seinem Rekordflug von Lübeck nach Biarritz. Am 25. April 1972 flog er mit einer ASW 12 diese Strecke über 1460,8 Kilometer in elfeinhalb Stunden. Dieser Weltrekord blieb bis zu einer späteren Änderung der Rekordbestimmungen im FAI Sporting Code ungebrochen. Neben insgesamt 50 Segelflug-Weltrekorden errang er auch den 2. Platz bei der Weltmeisterschaft 1970.
Es folgten Rekorde auf der ASW 17:
- Zielflug über 1231 km im Jahr 1974
- Dreiecksflug über 1063 km im Jahr 1977
- Dreiecksflug über 1306,9 km
- Dreiecksflug über 1250 km mit 133,24 km/h im Jahr 1980

Im Winter 1979/1980 wurde der damals leistungsfähigste Doppelsitzer, die SB 10 der Akademischen Fliegergruppe Braunschweig, nach Australien verschifft. Hier erflogen die Studenten mit Hans-Werner Grosse vier neue Rekorde für Doppelsitzer:
- längster Dreiecksflug: 1112 km (alter Rekord 850 km)
- schnellster 1000 km Dreiecksflug: 132,0 km/h (alter Rekord 122,4 km/h)
- schnellster 750 km Dreiecksflug: 129,5 km/h
- längster Zielflug mit Rückkehr zum Startplatz: 970 km (alter Rekord 870 km)
- 1988 stellte er mit Ehefrau Karin einen Weltrekord über ein 500-km-FAI-Dreieck mit einer Durchschnittsgeschwindigkeit von 162 km/h in seiner ASH 25 auf.

Grosse benötigte für seine Rekordflüge immer die besten Segelflugzeuge ihrer Zeit wie ASW 12, ASW 17 und ASH 25, um den sog „Kurbelanteil“ auf Streckenflügen möglichst zu minimieren; er war daher Mitinitiator des Projektes ETA, dem bis heute leistungsfähigsten Segelflugzeug der Welt. Im Jahr 2000 wurde das erste Flugzeug mit dem Wettbewerbskennzeichen HW an ihn ausgeliefert. Im Mai 2009 beim Lüsse-Cup erreichte er damit 86-jährig den dritten Platz in der Offenen Klasse.
Sein Engagement für das Segelfliegen beweist auch die Einrichtung des Projekts Jugendfördernde Maßnahmen Ost. Dabei stellte Grosse sein Hochleistungssegelflugzeug ASH 25 jungen Segelfliegern in Vereinen der neuen Bundesländer zur Verfügung mit dem Ziel, dem Nachwuchs das Fliegen mit einem ihm sonst nicht zugänglichen modernen Gerät zu ermöglichen.
Da es nach 40 Jahren noch nicht gelungen war, seinen Rekord von 1972 innerhalb Europas zu brechen, lobte Hans-Werner Grosse einen Preis für den Piloten aus, der dies „auf europäischem Boden“ schafft.

## Ehrungen
Zu seinem 75. Geburtstag wurde Grosse von der deutschen Segelflug-Nationalmannschaft der FAI-Klassen zum Ehrenmitglied ernannt. Die Urkunde zu dieser bisher einzigartigen Ernennung überreichte der damalige Präsident der Internationalen Segelflugkommission und Direktor der Segelflug-Weltmeisterschaften, Peter Ryder, am 29. November 1997 bei der Geburtstagsfeier in Bayreuth.
- Ehrenmitglied des Deutschen Aero Clubs
- Lilienthal-Medaille der FAI (1970) für den ersten 1000-km-Flug innerhalb Europas[2]
- Silbernes Lorbeerblatt (1971)[9]
- Ehrenbürger der Stadt Biarritz (1972)[2]
- Bundesverdienstkreuz[2]
- Benennung des Erweiterungsbaues des Deutschen Segelflugmuseums mit Modellflug in Hans Werner Grosse-Halle (2007)[10]